# Bergslagen

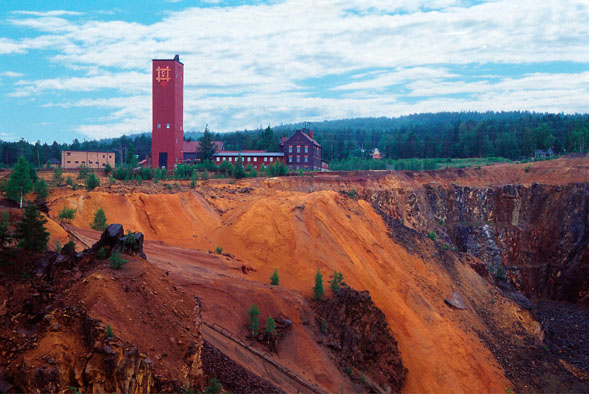
Stora stöten, na mina de cobre de Falun

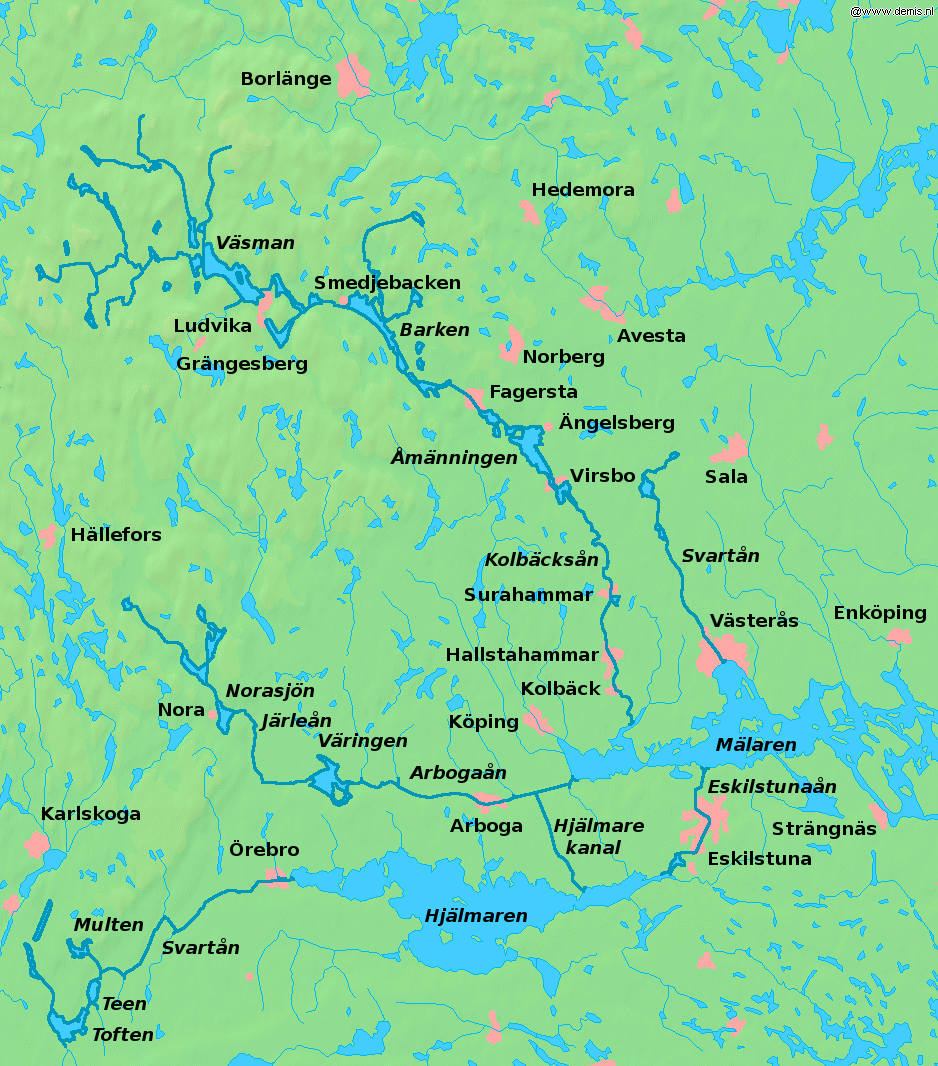
A região mineira de Bergslagen

Bergslagen ( ouça a pronúncia) é uma região mineira do centro-sul da Suécia, ocupando partes de várias províncias históricas - o Norte de Västmanland, o Sul de Dalarna e o Leste de Värmland. Abrange cidades típicas como Nora, Fagersta, Sala, Filipstad, Ludvika e Hedemora. É uma área distinta, do ponto de vista económico, histórico e cultural, caracterizada pela atividade mineira e metalúrgica desde a Idade Média.
Conflitos de interesses entre as exportações de ferro de Bergslagen, e outros problemas de cariz territorial na fronteira sul da Dinamarca, foram a causa principal da rebelião de Engelbrekt em 1434. As disputas posteriores acabariam finalmente com a dissolução da União de Kalmar em 1523.

## Minerais e mineração
A zona é muito rica em minerais. A extração de minérios concentrou-se durante séculos no ferro, embora tenham sido explorados também outros minérios como o cobre, a prata, o zinco e o chumbo. Hoje em dia, essas minas estão encerradas. 
Os primeiros sinais da extracção mineira datam de 400 a.C., enquanto que as actividades à escala industrial remontam ao século XVII. Em Långban, onde o ferro e o manganésio foram explorados, existem ainda uns 270 minerais diferentes. Muitos destes minerais são únicos na jazida de Långban, e 67 foram aí encontrados pela primeira vez.